# Iglesia de la Virgen Grande (Torrelavega)
La iglesia de la Virgen Grande (también llamada de San José Obrero y la iglesia nueva) es un templo católico situado en Torrelavega (Cantabria, España), proyectada por Luis Moya Blanco con características racionalistas mezcladas con otras historicistas y estructura de hormigón armado. Está advocada a la Virgen Grande, patrona de la ciudad, cuya festividad se celebra el 15 de agosto. Contiene una imagen de la Virgen Grande del siglo XV, aún de estilo gótico. Al exterior destacan los relieves y esculturas de Jesús Otero e Higinio Sainz.

## Arquitectura

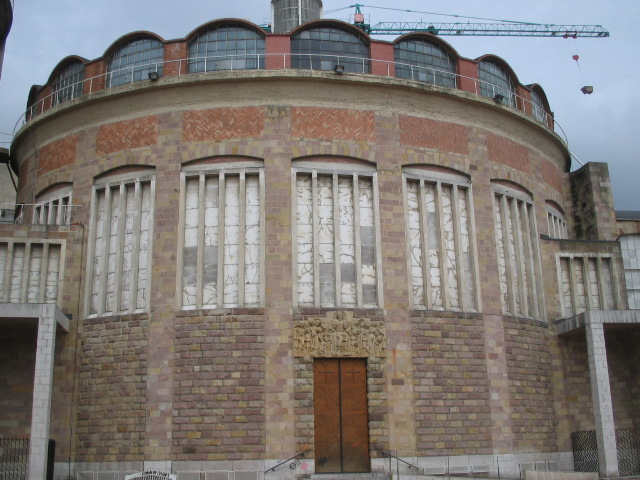
Imagen del lateral desde la plaza Baldomero Iglesias.

El arquitecto planteó reutilizar estilos históricos españoles, llegando a través de ellos a soluciones nuevas. El edificio se hizo sobre un templo anterior y los últimos restos de la Torre de la Vega, todo ello demolido en 1937.  Las obras de se llevaron a cabo entre 1956 y 1962, siendo consagrada en 1964.
Situada junto a la plaza Baldomero Iglesias, se trata de un templo de planta elíptica cubierta por una cúpula de forma estrellada. La estructura es de hormigón armado, si bien la cúpula fue construida con nervios de ladrillo. El racionalismo constructivo se aprecia al exterior al mostrarse sin tapar ni decorar los materiales constructivos.
A los pies se abre la entrada principal, flaqueada por hornacinas, en un gran arco de medio punto abovedado; esta entrada consiste en 2 grandes puertas y otras dos más pequeñas. Sobre ella sobresale una gran espadaña ahuecada de hormigón armado, con reloj, el campanario y una escultura del Sagrado Corazón de Higinio Sainz. El pequeño acceso desde la plaza Baldomero Iglesias posee un dintel de piedra con relieves de Jesús Otero.
El interior, bastante sobrio, está libre de obstáculos gracias a la solución en cúpula.

## Altar
En la piedra sobre la que se asienta el altar figura la siguiente inscripción en latín:

Hisce quondam lapidibus structa hic fuit garcilassorum turris et sacellum cuius nomine urbs exinde et paroecia insigniuntur.

cuya traducción al español es la siguiente: Con estas antiguas piedras fue construida aquí la torre de los garcilasos y su capilla, por cuyo nombre son llamadas, desde entonces, la ciudad y la parroquia.

## Himno a la Patrona
El himno a la Virgen Grande, patrona de Torrelavega, cuya imagen está en esta iglesia, tiene letra de Ángel Lucio y música de José Lucio Mediavilla.
| CORO A tus pies, Virgen Grande, postrados, imploramos tu gracia y favor, bajo el manto que cubre tu hermosura, te entonamos un himno de amor. Tu pureza es cual blanca azucena, eres fuente de inmensa bondad, eres Reina del Cielo, Madre mía, resplandeces de gloria y de paz. Hoy tus hijos te aclaman fervientes, encendido de fe el corazón. Y el escudo del "AVE MARÍA en tu mano es grandeza y fulgor. Y el escudo del "AVE MARÍA en tu mano es grandeza y fulgor. | SOLISTA Bajo el manto azul de tu pureza que engrandece tu faz celestial, con raudal de sublime belleza, que fulgura tu ser virginal. Yo me acojo con fe, Virgen Grande, y te ofrezco la más pura flor, que es mi suave y sentida plegaria que ha brotado de mi corazón. Eres, Madre, del alma consuelo, y de mí tened vos compasión, yo dirijo hacia ti mi mirada, implorándote tu bendición. Yo dirijo hacia ti mi mirada, implorándote tu bendición. |